# Тик, Алан
А́лан Тик (англ. Alan Thicke, наст. фамилия — Дже́ффри (англ. Jeffery); 1 марта 1947, Киркленд-Лейк, Онтарио — 13 декабря 2016, Бербанк, Калифорния) — канадский актёр кино и телевидения, автор песен, телеведущий игровых и ток-шоу.

## Биография
Родился в семье биржевого маклера и медсестры. Его родители вскоре после его рождения развелись, и мать вышла замуж за врача. В 1965 году он окончил среднюю школу Эллиот-Лейк и поступил в Университет Западного Онтарио.
Впервые на телевидении появился в конце 1970-х годов в качестве ведущего игрового шоу First Impressions на канале CFCF-TV Монреальского телевидения. В конце 1980-х годов вёл популярное шоу Animal Crack-Ups, в начале 2000-х — All New 3’s a Crowd. В начале 1980-х также был ведущим собственного ток-шоу — The Alan Thicke Show. Написал музыку для заставок целого ряда канадских телешоу. В кино снимается с 1971 года, в телесериалах — с 1974. Более всего известен ролью Джейсона Сивера в сериале телеканала ABC 1985 года Growing Pains.
13 августа 1994 года А. Тик женился на «Мисс мира» Джине Мари Толлесон, но пара развелась 29 сентября 1999 года; у них есть общий сын по имени Картер Уильям (англ. Carter William). 
С 2005 года был женат в третий раз на модели Тане Галло. С 1977 по 1998 годы неоднократно номинировался на премию «Эмми». С 2009 года снимался в рекламных роликах лекарств. В 2013 году получил звезду на Канадской аллее славы.
От первого брака родился сын Робин Тик, r'n'b-певец, автор хита Blurred Lines